# Gustav Lantschner
Gustav Adolf Lantschner detto Guzzi (Innsbruck, 12 agosto 1910 – Krailling, 19 marzo 2011) è stato uno sciatore alpino, attore, regista cinematografico e direttore della fotografia austriaco naturalizzato tedesco.
Campione del mondo nella discesa libera a Cortina d'Ampezzo 1932, era fratello di Inge e Hadwig, a loro volta sciatori alpino di alto livello.

## Biografia

### Carriera sciistica
Nel 1930 a Sankt Moritz stabilì il primato di velocità nello sci alpino con 105,675 km/h. Come membro della Nazionale austriaca prese parte alle prime tre edizioni dei Campionati mondiali: a Mürren 1931 fu 5º nella discesa libera, a Cortina d'Ampezzo 1932 vinse la medaglia d'oro nella discesa libera e quella di bronzo nella combinata e a Innsbruck 1933 vinse la medaglia d'argento nello slalom speciale e chiuse 5º nella combinata.
Trasferitosi a Berlino per dedicarsi alla carriera cinematografica, nel 1935 assunse la cittadinanza tedesca. Tornò alle gare sciistiche con la sua nuova nazionale in occasione dei IV Giochi olimpici invernali di Garmisch-Partenkirchen 1936, dove vinse la medaglia d'argento nella combinata battuto solo dal tedesco Franz Pfnür.

### Carriera cinematografica
Debuttò sul grande schermo nel 1930 in Tempeste sul Monte Bianco di Arnold Fanck con Leni Riefenstahl; negli anni 1930 prese quindi parte a diverse produzioni cinematografiche e documentaristiche tedesche di ambientazione montana. Nel dopoguerra partecipò anche a produzioni austriache e argentine, ma già fin dal periodo pre-bellico si era cimentato come regista, sceneggiatore, direttore della fotografia, montatore e produttore.
Negli anni 1990 e 2000 apparve in alcuni documentari sulla cinematografia dell'epoca nazista.

## Palmarès

### Olimpiadi
- 1 medaglia:
  - 1 argento (combinata a Garmisch-Partenkirchen 1936)

### Mondiali
- 3 medaglie:
  - 1 oro (discesa libera a Cortina d'Ampezzo 1932)
  - 1 argento (slalom speciale a Innsbruck 1933)
  - 1 bronzo (combinata a Cortina d'Ampezzo 1932)

### Primatista mondiale
Nel 1930 Lantschner fu il primo sciatore a stabilire il primato mondiale di velocità nello sci di velocità sulla pista di St. Moritz.

## Filmografia

### Attore
- Tempeste sul Monte Bianco (Stürme über dem Mont Blanc), regia di Arnold Fanck (1930)
- Ebbrezza bianca (Der weiße Rausch - Neue Wunder des Schneeschuhs), regia di Arnold Fanck (1931)
- Abenteuer im Engadin, regia di Max Obal (1932)
- Nordpol - Ahoi!, regia di Andrew Marton (1934)
- Rivalen der Luft - Ein Segelfliegerfilm, regia di Frank Wisbar (1934)
- Canción de la nieve, regia di Gustav Lantschner (1954)
- La forza delle immagini (Die Macht der Bilder: Leni Riefenstahl), regia di Ray Müller (1993) [se stesso]
- Ski Heil - Die zwei Bretter, die die Welt bedeuten, regia di Richard Rossmann (2009) [se stesso]

### Regista
- Wilde Wasser (1937) [con Harald Reinl]
- Osterskitour in Tirol (1939) [con Harald Reinl]
- Canción de la nieve (1954)
- Der weiße Rausch - Einst und jetzt (1966) [con Wolfgang Müller-Sehn]

### Direttore della fotografia
- Tag der Freiheit - Unsere Wehrmacht, regia di Leni Riefenstahl (1935)
- Olympia 1. Teil - Fest der Völker, regia di Leni Riefenstahl (1938) [non accreditato]
- Olympia 2. Teil - Fest der Schönheit, regia di Leni Riefenstahl (1938) [non accreditato]
- Osterskitour in Tirol, regia di Gustav Lantschner e Harald Reinl (1939)
- Kampf um Norwegen. Feldzug, regia di Werner Buhre e Martin Rikli (1940)
- Feldzug in Polen, regia di Fritz Hippler (1940)
- Südtirol - Land der Sehnsucht, regia di Harald Zusanek (1961)